# Liste der Members des Order of Canada/V
Diese Liste gibt einen Überblick aller Personen, denen die Auszeichnung Member of the Order of Canada verliehen wurde.

## V
1. Benoit Vachon
2. Irenée Vachon
3. Louise B. Vaillancourt
4. Jim Vallance
5. Alex Van Bibber
6. Tony van Bridge
7. Allan Van Cleave
8. Franz Van de Velde
9. Blanche Lemco van Ginkel
10. H. P. Daniel (Sandy) van Ginkel
11. Jane Elizabeth van Roggen
12. Winnifred Van Slyck
13. Audrey T. Vandewater
14. Gerald Vandezande
15. George Vari
16. M. G. Vassanji
17. J. Bryan Vaughan
18. Richard M. Veenis
19. Harry Veiner
20. Manon Vennat
21. Muriel Stanley Venne
22. Sara Vered (2013)
23. Zeev Vered
24. Ernest Verge
25. John J. Verigin
26. Timothy Vernon
27. Denise Verreault
28. José Verstappen
29. Maïr Verthuy (2011)
30. A. Raymond Alfred Vessey
31. Evelyn Vessey
32. Gisèle Vézina Dupont
33. J. Armand Viau
34. Suzanne Viau
35. Margaret Vickers
36. Roy H. Vickers
37. Herschel Victor
38. Joseph Arthur Villeneuve
39. Ubald Villeneuve
40. Jean-Paul Vinay
41. Maurice Vincent
42. Amos L. Vipond
43. Herman Voaden
44. Boris Volkoff
45. Ian Andrew Vorres